# Orden der Narren
Der Orden der Narren, auch Narrenorden oder Orden der Gecken (L’Ordre des fous) genannt, war ein Ritterorden im Herzogtum Kleve.
Gestiftet wurde dieser Orden, am 12. November 1381 (1380), dem St.-Kunibert-Tag, vom Grafen Adolf VI. Die Stiftung war mehr ein Spaß und wird auch als Orden der Narrengesellschaft verstanden. Der Sinn lag in der durch Vergnügen entstandenen Freundschaft und daraus resultierenden Wohltätigkeit.
Das Ordenszeichen, aufgestickt auf die Kleidung, war ein Narr mit rot-silber geteilter Kappe mit gelben Schellen. Die Figur war mit schwarzen Schuhen bekleidet. Der Narr hielt eine goldene Schüssel mit Früchten in den Händen.
Der Treff war am Ordenstag, dem Sonntag nach Michaelis (29. September) in Kleve.
Bei Nichttragen der Kleidung wurden Geldstrafen (drei Tourainische Groschen) für die Unterstützung der Armen fällig. Jährlich wurden durch Wahl sechs Ratsherren und ein „König“ gewählt.
Ursprünglich war der Orden auf zwölf Jahre angelegt. In Frankreich genoss der Orden noch 1626 großes Ansehen. Auch soll die Führung eines Konstitutionsbuch der lächerlichen Nachahmung des Ritterordens gedient haben. Viele Mitglieder wechselten zum Ritterorden zum heiligen Rosenkranz.
Ein Brief mit den grünen Siegeln der 35 Ritter und dem roten Siegel des Stifters soll in Kleve aufbewahrt werden.
In Spanien und Polen waren gleichbenannte Gesellschaften entstanden.